# Ahmed Zewail
Ahmed Hassan Zewail (26. února 1946 Damanhur – 2. srpna 2016 Pasadena) byl egyptský chemik. V roce 1999 získal Nobelovu cenu za chemii za svoje studium přechodových stavů chemických reakcí použitím femtosekundové spektroskopie.

## Život
Narodil se v Damanhuru (60 km jihovýchodně od Alexandrie) a vyrůstal ve městě Disuk. Svůj první titul získal na Univerzitě v Alexandrii. V roce 1999 se stal třetím Egypťanem, který získal Nobelovu cenu. Působil v USA.

## Vyznamenání a ocenění
- řetěz Řádu Nilu – Egypt, 1999 – udělil prezident Husní Mubárak[1][2]
- rytíř Řádu za zásluhy – Egypt, 1995 – udělil prezident Husní Mubárak[1][2]
- rytíř Řádu čestné legie – Francie, 30. června 2012[3]
- důstojník Národního řádu za zásluhy – Francie
- velkostuha Národního řádu cedru – Libanon[2]
- velkodůstojník Řádu Zajda – Spojené arabské emiráty[2]
- velkodůstojník Řádu republiky – Súdán[2]
- komtur Řádu republiky – Tunisko[2]
- Wolfova cena za chemii – 1993[2]
- Nobelova cena za chemii – 1999[2]